# Concerto brandeburghese n. 6
Il Sesto concerto brandeburghese (BWV 1051), l'ultima composizione del ciclo strumentale di Köthen, in realtà sarebbe, a detta di molti studiosi, la più antica delle sei. La strumentazione impiegata ricorda infatti uno stylus vetus caratterizzato dall'uso di due "viole da braccio" e da archi di registro basso, privo di strumenti "soprani". La partitura si riduce quindi a una sorta di sestetto, in cui le due viole da braccio svolgono il compito di strumenti solisti "concertanti", mentre gli altri quattro strumenti riducono la loro funzione all'accompagnamento. Il suono complessivo ne risulta vellutato e arcaico, ma la struttura contrappuntistica assai stretta del canone delle due viole non concede tregua all'ascoltatore e porta a un finale di impressionante potenza fonica. 

Ancora più essenziale ed etereo, il secondo tempo riduce ulteriormente la partitura a tre strumenti, trasformando il brano in un trio. In esso il violoncello contrappunta, in modo "ostinato", il dialogo intrecciato dai due strumenti melodici.